# Brendan Halligan
Brendan Halligan (n. 5 iulie 1936, Rialto⁠(d), Leinster⁠(d), Statul Liber Irlandez – d. 9 august 2020, Dublin, Irlanda) a fost un om politic irlandez, membru al Parlamentului European în perioada 1979-1984 din partea Irlandei.
1. 1 2   https://www.oireachtas.ie/en/members/member/Brendan-Halligan.S.1973-06-01 Lipsește sau este vid: |title= (ajutor)